# ブリュッセルのブルゴーニュ公旧城
『ブリュッセルのブルゴーニュ公旧城』（ブリュッセルのブルゴーニュこうきゅうじょう、仏: Le Vieux-Palais à Bruxelles、英: The ancient palace of the dukes of Burgundy in Brussels）は、17世紀のオランダ絵画黄金時代の画家ヤン・ファン・デル・ヘイデンが1670年に板上に油彩で制作した風景画である。1950年に購入されて以来、パリのルーヴル美術館に所蔵されている。

## 作品
ヤン・ファン・デル・ヘイデンは、中世にブラバント公が所有し、ブルゴーニュ公家のものとなった後、フランドル地方におけるスペイン統治者たちの居城となった宮殿の眺めを少なくとも9点描いた。この巨大な建築複合体は1731年に全焼したため、ファン・デル・ヘイデンの絵画はきわめて貴重なものである。

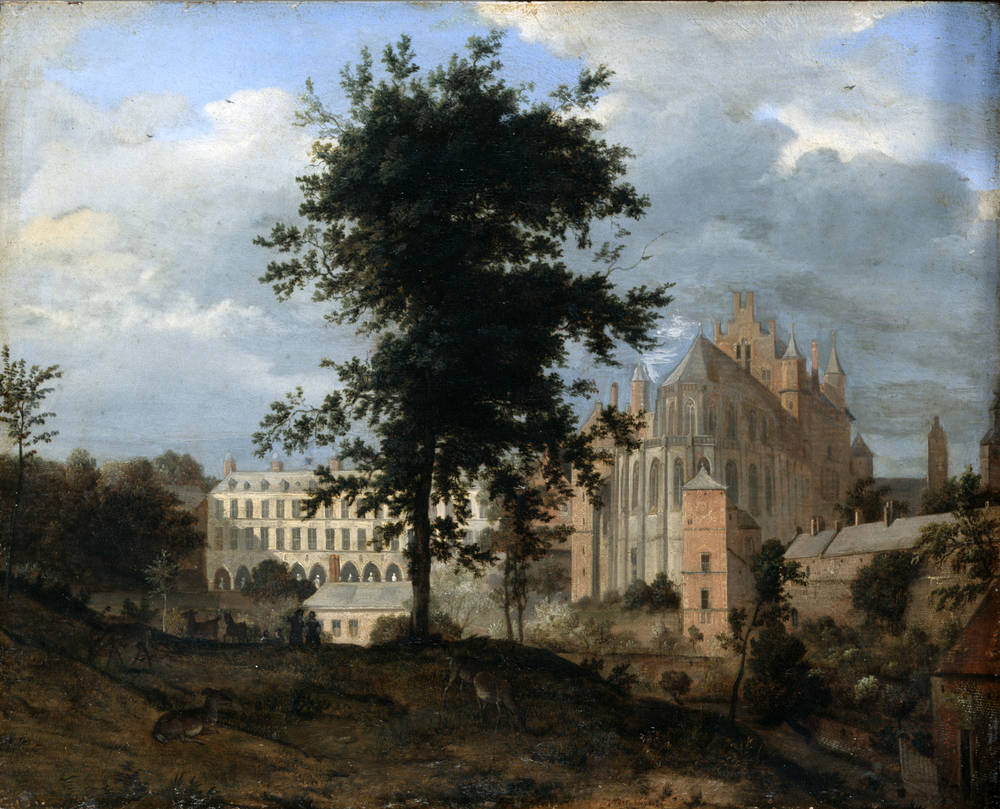
ヤン・ファン・デル・ヘイデン『ブリュッセルの旧城』 (1670年)、アルテ・マイスター絵画館、ドレスデン

本作において、宮殿は北西から眺められている。そこには公園 (雌鹿が生息していた) や、庭園、聖フィリポと洗礼者ヨハネの礼拝堂  (カール5世が建設)、そして住居部がある大きな側棟が見て取れる。住居部の1階は、彫像がはっきり見える一続きの回廊 (画面左端) によって外に面している。中央に見えるのは、宮殿の中核となる中世の建築部分である。
しかし、地形図は厳密なものではない。たとえば、同じ場所を描いたと見なされるほかの絵画群において、右側の建物に見える優雅な扉は省略されていることがわかっている。画家は、作品制作の際に、ある程度の再構成を憚ることなく行っていた。なお、人物像は、ファン・デル・ヘイデンの手になるものではないと思われる。
植物園、あるいは動物園を描いた絵画は稀である。ブルゴーニュ公の旧城は、庭園によっても動物園によっても有名であった。動物も植物もいったんヨーロッパへ運ばれてくると、商業的取引の対象となるか、あるいは宮廷間の外交的贈り物として使われていた。